# Zaculeu
Zaculeu o Saqulew del maya quiché que significa «Tierra blanca», su nombre original fue Chnab' jul del maya mam que significa «Entre barrancos», es un sitio arqueológico maya precolombino ubicado en Huehuetenango, en el altiplano occidental de Guatemala. Zaculeu era la capital del reino Mam, un señorío de la civilización maya en la época posclásica.El sitio fue poblado alrededor del período clásico temprano, se construyó en una meseta rodeada por barrancos profundos, lo que la hacía naturalmente defensible, esto fue crucial para su resistencia frente a los invasores, incluidos los k'iche's y, más tarde, los conquistadores españoles. En la actualidad, el sitio es un atractivo turístico popular en Guatemala y un lugar de orgullo cultural para los descendientes de los Mam que continúan celebrando ceremonias tradicionales en el lugar.
Zaculeu fue poblado en el periodo Clásico Temprano (250-600 d. C.), y los edificios de esa época muestran la influencia de Teotihuacán. Las construcciones más largas datan del período clásico. En la época posclásica se añadieron otros grupos de plazas y edificios. El sitio tiene una serie de templos piramidales en estilo talud-tablero con escaleras dobles. Las pirámides y los palacios gubernamentales se agrupan en torno a una serie de plazas. También tiene un campo para el juego de pelota mesoamericano. El sitio contaba originalmente con una muralla.
En el posclásico fue conquistado por el Reino K'iche' de Q'umarkaj, que contribuyó su propio estilo arquitectónico que se mezcló con el estilo mam. En el año 1525 la ciudad fue atacada por el conquistador español Gonzalo de Alvarado y Contreras. Después de un asedio que duró varios meses, Kayb'il B'alam, el último gobernante de la ciudad, finalmente tuvo que rendirse afectado por una hambruna.Recinos, 1986, p. 110
El sitio fue restaurado por la United Fruit Company en la década de 1940 y en 1953 se publicó en dos volúmenes el estudio realizado por Richard Woodbory and Aubrey S. Trik sobre las ruinas.  De acuerdo a la introducción del trabajo, este fue patrocinado por la frutera para «expresar su responsabilidad social y para mejorar el entendimiento entre ambas Américas». Los antropólogos que trabajaron en el proyecto manifestaron también su gratitud para con la UFCO por sus valiosas contribuciones al conocimiento de la arqueología mesoamericana.
El proyecto de Zaculeu se realizó por dos razones: para ampliar el conocimiento sobre la historia de los Mayas y para incrementar el flujo de turistas a Guatemala. El sitio arqueológico se escogió por la facilidad de acceso al mismo y porque las ruinas se encontraban en un buen estado de conservación.
En el siglo xxi Saqulew sigue siendo utilizado como centro ceremonial de la población mam. Está abierto al turismo y tiene un pequeño museo.

## Etimología y ubicación

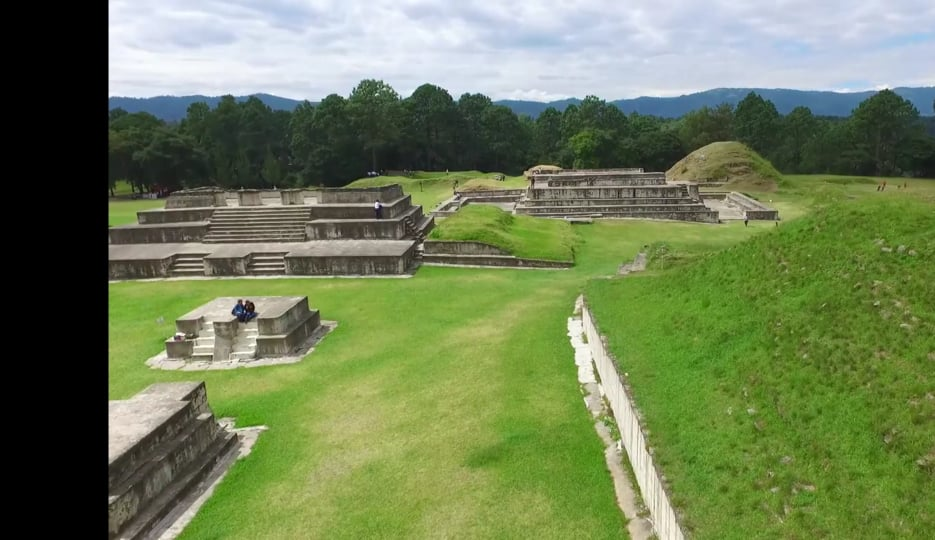
Área verde zaculeu

El nombre Zaculeu significa «tierra blanca» en el mam, Idioma quiché e idioma kanjobal, y es derivado del adjetivo saq  que significa «blanco» y ulew que significa «tierra». En el idioma mam el sitio también se conoce como Chinabajul.
El sitio arqueológico se encuentra en el pueblo de San Lorenzo en las afueras de la ciudad de Huehuetenango en el departamento de Huehuetenango y es la principal atracción turística en la zona. Zaculeu se encuentra a una altitud de 1900 m s. n. m., y está dominado por la Sierra de los Cuchumatanes.
Zaculeu se encuentra en una zona de tierras fértiles cerca de los ríos Selegua y Viña. El sitio se encuentra en una meseta que domina el río Selegua, que fluye hacia el oeste de la ciudad. El sur y el este del sitio están bordeados de profundos barrancos, dejando como única vía de acceso uniendo la meseta con el valle, un estrecho pasaje en el norte.
La meseta de Zaculeu tiene una superficie de 11.178 varas cuadradas (4.191 m²).

## Historia
Zaculeu fue ocupado por primera vez en el Período Clásico Temprano (250-600 d. C.) y los edificios de esta época muestran la influencia arquitectónica de la gran metrópoli de Teotihuacán en el Valle de México. Las construcciones más grandes datan del período Clásico (250-900 d. C.). A estos se añadieron otros conjuntos de plazas y edificios en el Posclásico Temprano (900-1200 d. C.) y Postclásico Tardío (1200-1525 d. C.) en una historia ininterrumpida. 
Zaculeu estuvo nuevamente bajo la influencia del centro de México en el Clásico Tardío y es posible que una élite mexicana se hubiera asentada en la ciudad, manteniendo su presencia hasta la conquista del sitio por los quichés en el periodo Postclásico.

### Conquista de los k'iche'
El Reino K'iche' de Q'umarkaj conquistó Zaculeu en el Postclásico. Anteriormente, sobre la base de relatos etnohistóricos, se creía que dicha conquista se hubiera producida durante el siglo XV d. C. Sin embargo, a raíz de nueva información basada en datación por radiocarbono, ha sido necesario revisar los cálculos y en la actualidad se estima probable que los K'iche conquistaron Zaculeu ya tres siglos antes, es decir en el siglo xii. La ciudad permaneció bajo el dominio k'iche' hasta la conquista española.

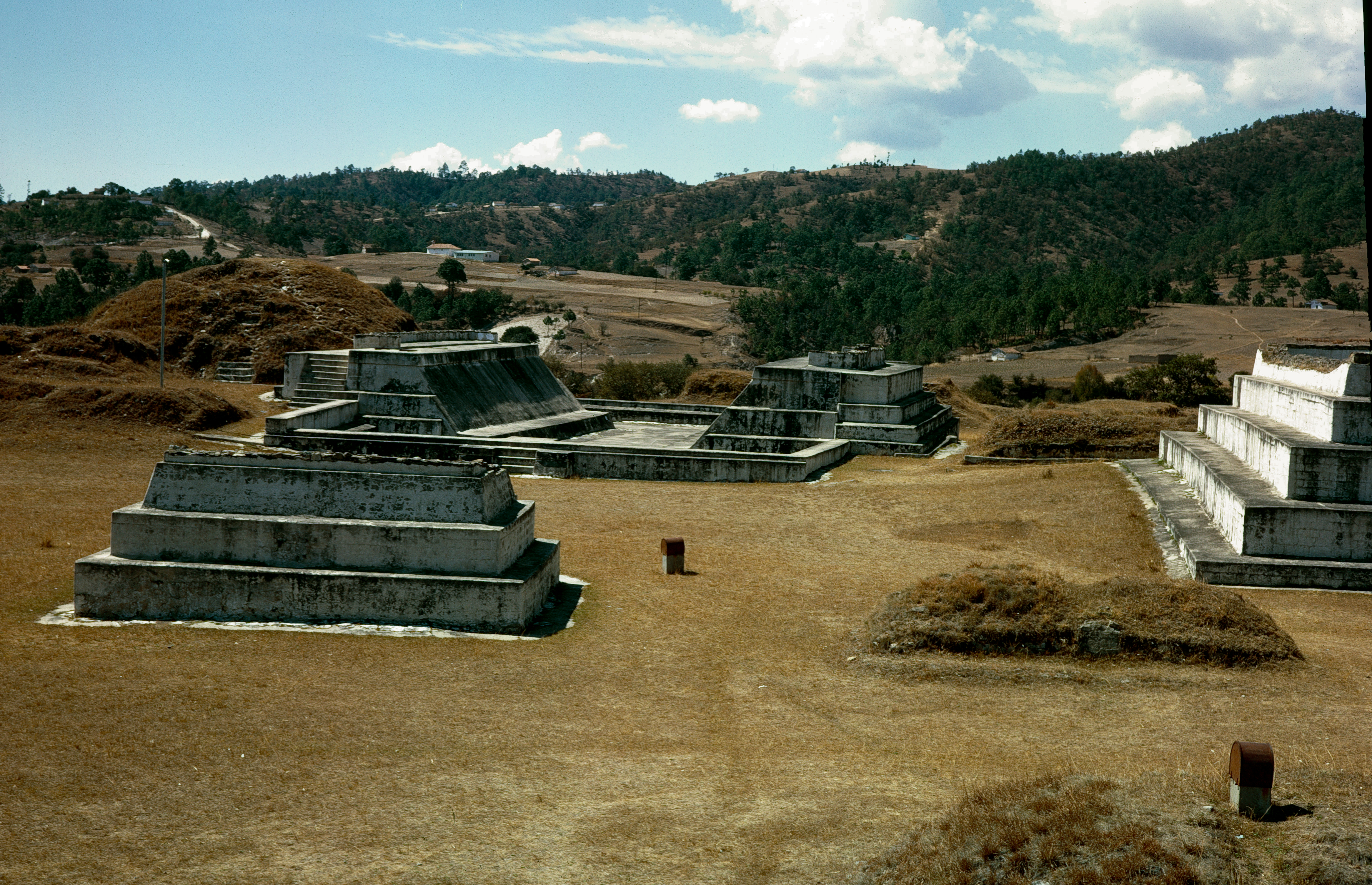
El juego de pelota visto a través de Plaza 2, con la parte posterior de la Estructura 13 a la derecha.

El rey quiché Q'uq'umatz falleció en batalla contra un grupo mam del norte, pero su sucesor K'iq'ab continuó con la subyugación de los pueblos mam. Fue durante el reinado de K'iq'ab que los quichés conquistaron Zaculeu, aunque esto parece haber sido la segundo conquista de la ciudad por los quichés después de haber caído algún tiempo antes.
Cuando los k'iche' conquistaron un otro reino, este fue puesto bajo el control de uno de los linajes nobles quichés. En el caso de Zaculeu es probable que haya sido el linaje de los Nija'ib', basado en el estilo de la Estructura 4, aunque es posible que fueron los Ilocab que llevaron a cabo la conquista de la mayor parte de la región.
Los quichés tienden a colocar a sus élites gobernantes en una fortaleza en la cima de un cerro para controlar a la población en los valles. Sin embargo, una porción importante de la población mam permaneció en su lugar.
Los quichés realizaron nuevas construcciones en cima de las estructuras existentes del periodo clásico en un estilo propio de los quichés. El diseño general de los quichés constaba de un templo orientado hacia el oeste con una fachada talud-tablero empinada, flanqueada por dos alas de dimensiones desiguales. Es probable que este templo haya sido el templo de Awilix, la diosa protectora de los Nija'ib. En el norte está ubicada una estructura de palacio más larga con una orientación hacia el sur. El juego de pelota se encuentra en el suroeste. La disposición quiché fue distorsionada hasta cierta medida por la reutilización de la arquitectura anterior, con su disposición típicamente mam que consiste de construcciones a lo largo de un eje sureste - noroeste. Por lo tanto, los quichés no llevaron a cabo una rediseño completo en su propio estilo. Más bien la combinación de complejos arquitectónicos en ambos estilos demuestra que hubo una fusión de los linajes de la élite local e invasora.
Las excavaciones en Zaculeu han revelado algunos ejemplos de metalurgia, incluyendo pequeñas piezas ornamentales como por ejemplo una mariposa hecha de tumbaga, una aleación de oro y cobre, que data del periodo Postclásico.

### Conquista española
Aunque existía un estado de hostilidades entre los mames y los quichés de Q'umarkaj después de la rebelión de los kaqchikeles en contra de sus aliados quichés, se produjo un cambio en el panorama político a la llegada de los conquistadores españoles. En este sentido el conquistador Pedro de Alvarado describió cómo el rey mam Kayb'il B'alam fue recibido con grandes honores en Q'umarkaj.
Durante la conquista española, la mayoría de la población mam estaba viviendo en Xinabahul (también escrito como Chinabjul), actualmente conocida como la ciudad de Huehuetenango. Tras la inminente llegada de los conquistadores, muchos tomaron refugio dentro de las fortificaciones de Zaculeu.Recinos, 1986, p. 110 Este refugio fue atacado en 1525 por tropas encabezadas por Gonzalo de Alvarado y Contreras, el hermano del conquistador Pedro de Alvarado con 120 soldados y unos 2.000 aliados mexicanos y quichés. La ciudad fue defendida por Kayb'il B'alamRecinos, 1986, p. 110 al mando de unas 5.000 personas (las crónicas no dejan claro si se trate del número de guerreros o de la población total de Zaculeu). 
Después de un asedio de varios meses los mames fueron afectados por la hambruna. En octubre de 1525 Kayb'il B'alam finalmente rindió la ciudad a los españoles.Recinos, 1986, p. 110 Cuando los españoles entraron en la ciudad, encontraron 1.800 muertos entre los defensores y vieron los sobrevivientes comiendo los cadáveres. Zaculeu fue abandonada después de la conquista y la nueva ciudad de Huehuetenango fue establecida a una distancia de 5 km hacia el norte.

### Historia moderna
El explorador estadounidense John Lloyd Stephens y el arquitecto Inglés Frederick Catherwood visitaron el sitio en 1840, cuando el sitio se había convertido en una confusión de escombros cubiertas de plantas. Stephens publicó una descripción de los restos arqueológicos en 1841, pero Catherwood no hizo dibujos de las estructuras arquitectónicas debido al mal estado de las ruinas. Los dos exploradores excavaron uno de los montículos y recuperaron algunos recipientes de cerámica, que fueron dibujados por Catherwood.
El 24 de abril de 1931, el sitio fue declarado Monumento Nacional bajo el nombre de Tzaculeu. El sitio fue rebautizado como Zaculeu el 23 de febrero de 1946 y una licencia de excavación fue emitido a la United Fruit Company que, bajo la dirección de John M. Dimick, comenzó inmediatamente con las excavaciones arqueológicas y las restauraciones de las estructuras. La restauración incluyó el recubrimiento de varios de los edificios de yeso blanco, como lo habían sido originalmente, algo de lo cual se abstuvo durante la restauración de nuevos edificios precolombinos.
El 12 de junio de 1970 el sitio fue declarado Monumento Precolombino Nacional por acuerdo ministerial del Ministerio de Educación (MINEDUC).

## Descripción del sitio

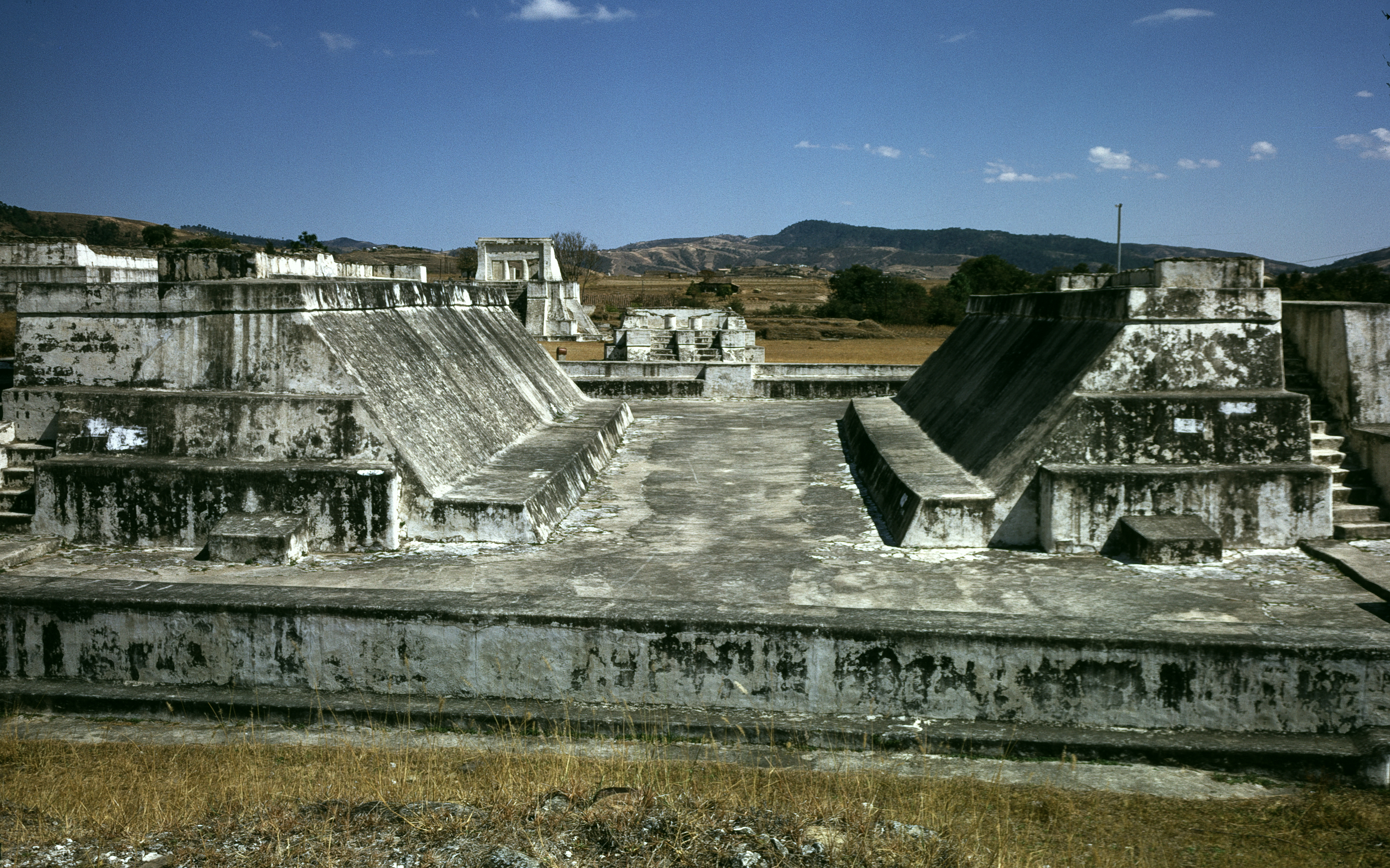
El campo del juego de pelota

El sitio de Zaculeu fue probablemente elegido por su ubicación en una meseta fácil de defender y su proximidad al río Selegua, proporcionando un suministro permanente de agua. Zaculeu tiene 43 estructuras y la mayoría de las actividades de construcción se llevó a cabo en un esfuerzo continuo durante el Clásico Temprano. Desde entonces sólo se realizaron pequeñas modificaciones. Las plataformas más pequeñas situadas en las plazas representan adiciones tardías y muestran la influencia del centro de México. La entrada al sitio era a través de un estrecho puente de tierra en el norte, protegido por una estructura fortificada que ocupaba las tres cuartas partes de la anchura del puente de la tierra.
El centro ceremonial de la ciudad constaba de 43 estructuras agrupadas en un área de 1400 m².
La arquitectura del sitio incluye edificios de estilo talud-tablero con escaleras dobles. Las fachadas de algunos de los edificios tienen columnas cilíndricas, una característica también encontrada en otras partes de Mesoamérica. 
Los artefactos recuperados del sitio incluyen artículos hechos de turquesa y objetos de metal elaborados a partir de oro, plata, cobre y sus aleaciones. Estos objetos demuestran la participación de la ciudad en las redes comerciales amplias del Período Postclásico. Estos artefactos de metal fueron influidos por o importados de México o del sur de América Central.
Las estructuras arquitectónicas de Zaculeu se agrupan alrededor de pequeñas plazas y en general fueron construidas de mampostería cubierta con una gruesa capa de yeso, fragmentos de los cuales tienen diseños florales y geométricos, lo que indica que las estructuras fueron originalmente pintadas de vivos colores. Las piedras fueron limpiadas y cementadas con mortero de adobe. Las excavaciones no revelaron arcos mayas y solo se encontraron unos pocos restos de escultura en piedra, con la arquitectura careciendo de cualquier escultura en piedra. Los entierros del Clásico Temprano produjeron una rica variedad de hallazgos, pero entierros del clásico tardío fueron acompañados por una variedad de ofrendas mucho menor.

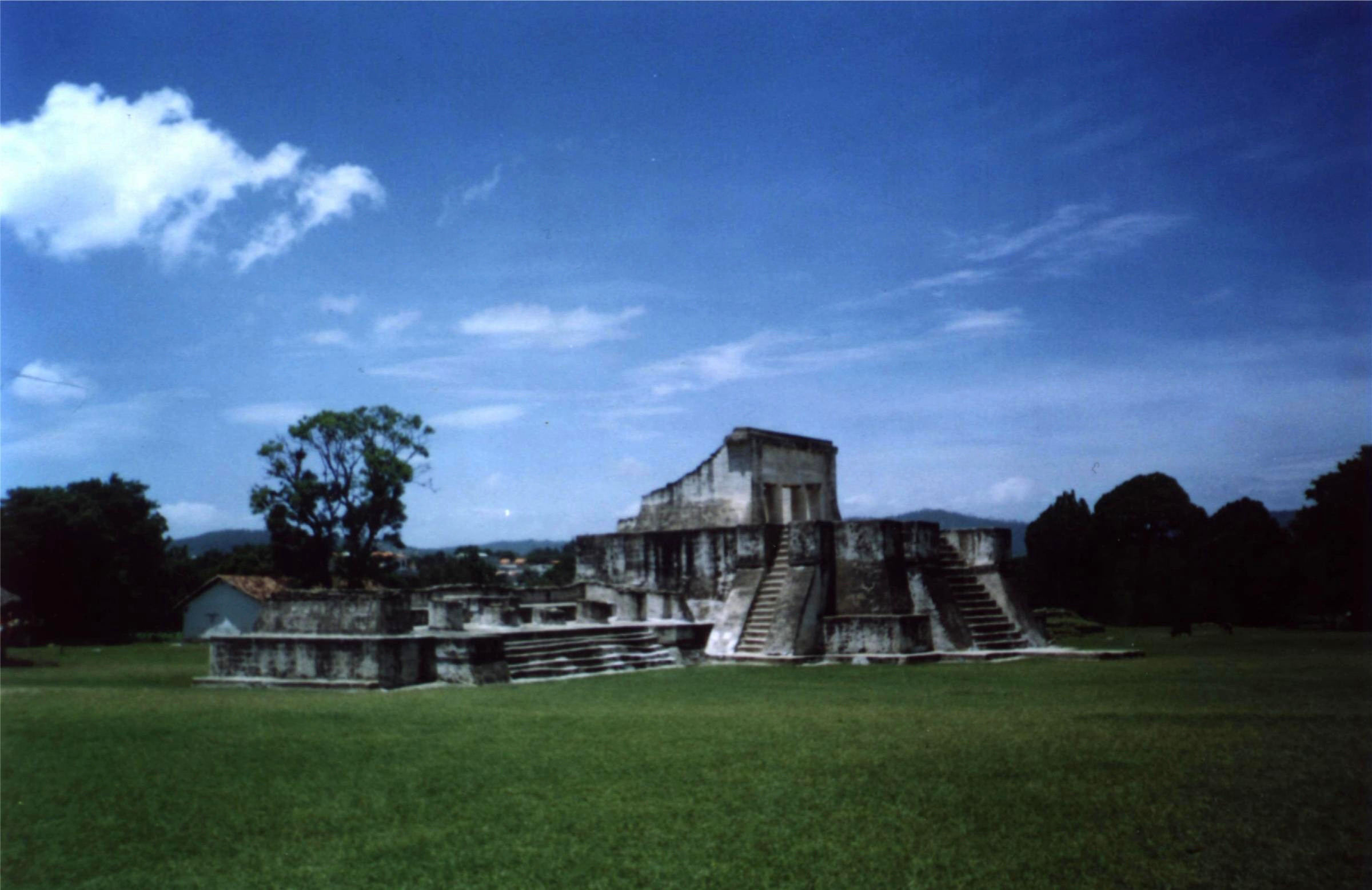
Estructura 4, una inusual combinación de palacio-templo.

Una tumba que data del Clásico Temprano fue insertada debajo de la principal pirámide de Zaculeu, Esta tumba había sido creada cavando un túnel en la capa de ceniza volcánica sedimentada, subyacente a la estructura. Una amplia escalinata desciende a la tumba desde la plaza principal. La tumba estaba pintada de rojo y el suelo sembrado de los restos de más de 100 vasijas de cerámica que fueron aplastadas al derrumbarse el techo de la tumba. También se encontraron los restos de 34 espejos de pirita, de un tipo similar a los encontrados en Kaminaljuyú. Se recuperó una cantidad considerable de jade de la tumba, incluyendo abalorios y tapones. Algunos de los abalorio de jade habían sido tallados para representar rostros humanos y loros. La tumba contenía los restos humanos de cuatro o más personas y ofrendas de cerámica decorada incluyendo vasijas trípodes, platos policromados y un vaso policromo cilíndrico que tenía una banda pintada con jeroglíficos. Un tazón de cerámica era pintado en un estilo de pintura negativa, semejante a los hallazgos de Nebaj.
El núcleo del sitio está agrupado alrededor de ocho plazas. Algunas de las estructuras fueron restauradas por la United Fruit Company, la mayor parte de estos colindan con las Plazas 1 y 2. 
Las Estructuras 1 y 2 son templos piramidales. Las Estructuras 4, 6 y 10 forman parte del palacio. Son grandes edificios con cámaras internas y bancos que fueron utilizados como residencias y para fines administrativos.

### Plazas
Plaza 1 es la plaza principal del sitio. Mide 54 por 38 metros y está encerrada por templos piramidales por los cuatro lados.
Plaza 2 es una plaza grande ubicada al sureste del centro del sitio y al sur de Plaza 1; colinda por el lado sureste con la Estructura 4, en el noreste con la Estructura 1, en el noroeste con el juego de pelota y en el suroeste con Plaza 3.
Plaza 3 es una pequeña plaza que se encuentra en el extremo sur del centro del sitio, al suroeste de la Plaza 2 y al sur del juego de pelota.
Plaza 4 se encuentra en el lado noroeste del centro del sitio: está encerrado en el lado noreste por la Estructura 10, en el sureste por la Estructura 13 y al suroeste por el juego de pelota. Las Plazas 5 y 6 se encuentran inmediatamente al oeste.
Plaza 5 es una pequeña plaza que se encuentra inmediatamente al oeste de la Plaza 4 y al noroeste del juego de pelota; está separada de la Plaza 6, al noroeste, por la Estructura 21
Plaza 6 es otra pequeña plaza al oeste de Plaza 4; está encerrada por tres lados por un complejo de edificios con estructura de 21 en el lado sureste.
Plaza 7 es una pequeña plaza en el extremo oeste del centro del sitio, que se encuentra al oeste de las Plazas 5 y 6.
Plaza 8 es una plaza encerrada al suroeste del juego de pelota; colinda con Estructura 2, una pirámide, en el noroeste y la Estructura 3 en el lado sureste.

### Estructuras arquitectónicas

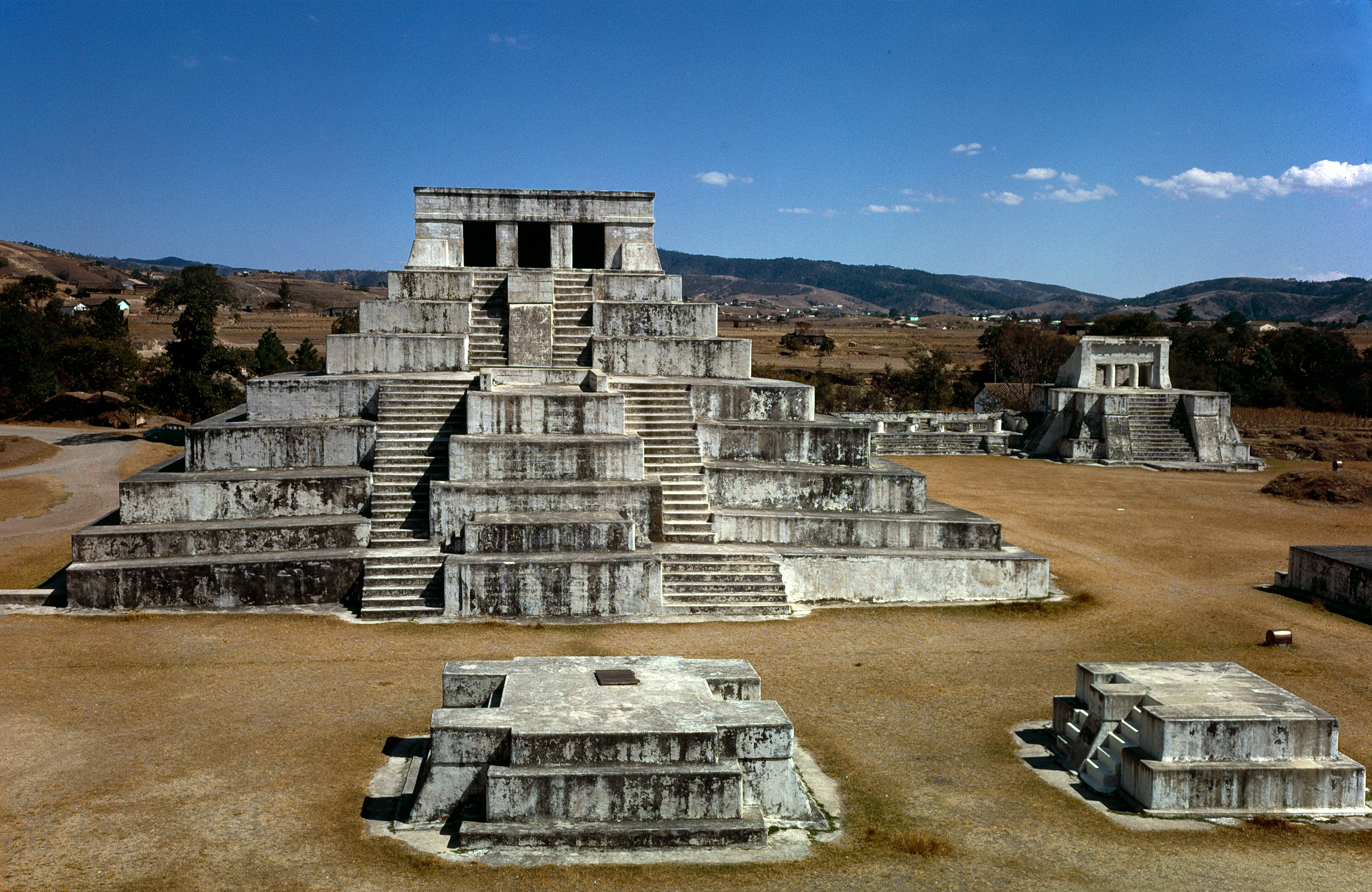
Estructura 1, la pirámide principal, data del Clásico Temprano.

Estructura 1 es una pirámide de 12 m de altura en el lado sureste de Plaza 1. Cuenta con ocho secciones escalonados con un santuario en la cumbre. El santuario tiene tres entradas, accesibles mediante una escalera doble que sube desde la plaza. La pirámide fue reconstruida siete veces, con los restos que datan del Pos-clásico Temprano todavía visibles. La primera fase de la construcción data del período Clásico Temprano.
Estructura 2 es una pirámide en el lado noroeste de la plaza hundida 8. La mayor parte de esta pirámide no fue restaurada. Estructura 3 se encuentra al otro lado de la plaza, hacia el sureste. Se trata de una plataforma con una escalera doble, orientada al noroeste hacia la plaza.
Estructura 3 está en el lado sureste de Plaza 8, orientada hacia la plaza, en frente de Estructura 2; se encuentra justo al sur del campo de pelota.
Estructura 4 es una combinación inusual de un templo y palacio. Está situada en el lado sureste de Plaza 2. La estructura consta de una base piramidal central, flanqueada por dos estructuras adjuntas. En la cumbre de la base piramidal hay un santuario con tres habitaciones, de las cuales la sala final tiene una forma circular. El templo tiene tres escaleras empinadas flanqueadas por balaustradas. La escalera principal sube directamente desde la plaza. Las escaleras en ambos lados son perpendiculares a la escalera principal. La balaustrada de cada escalera termina en la parte superior de un panel vertical. La fachada del templo está en buenas condiciones, pero falta el techo. Las estructuras adjuntas tienen un tamaño desigual y cada uno contiene una larga sala individual encima de una plataforma baja. La fachada de cada una de estas salas poseían una serie de columnas, pero en la actualidad sólo permanecen los tocones. Este templo-palacio tiene un estilo k'iche' y ha sido asociado con el linaje k'iche' Nija'ib, siendo muy semejante al Templo de Awilix en Q'umarkaj. En la Estructura 4 fue excavada una tumba que contenía un esqueleto completo con ofrendas asociadas, incluyendo dos platos trípode de barro, una con efigies de patos, un quemador de incienso trípode, un cuchillo de pedernal, nueve cuchillos de obsidiana, cinco abalorios de jade y algunos fragmentos de oro.

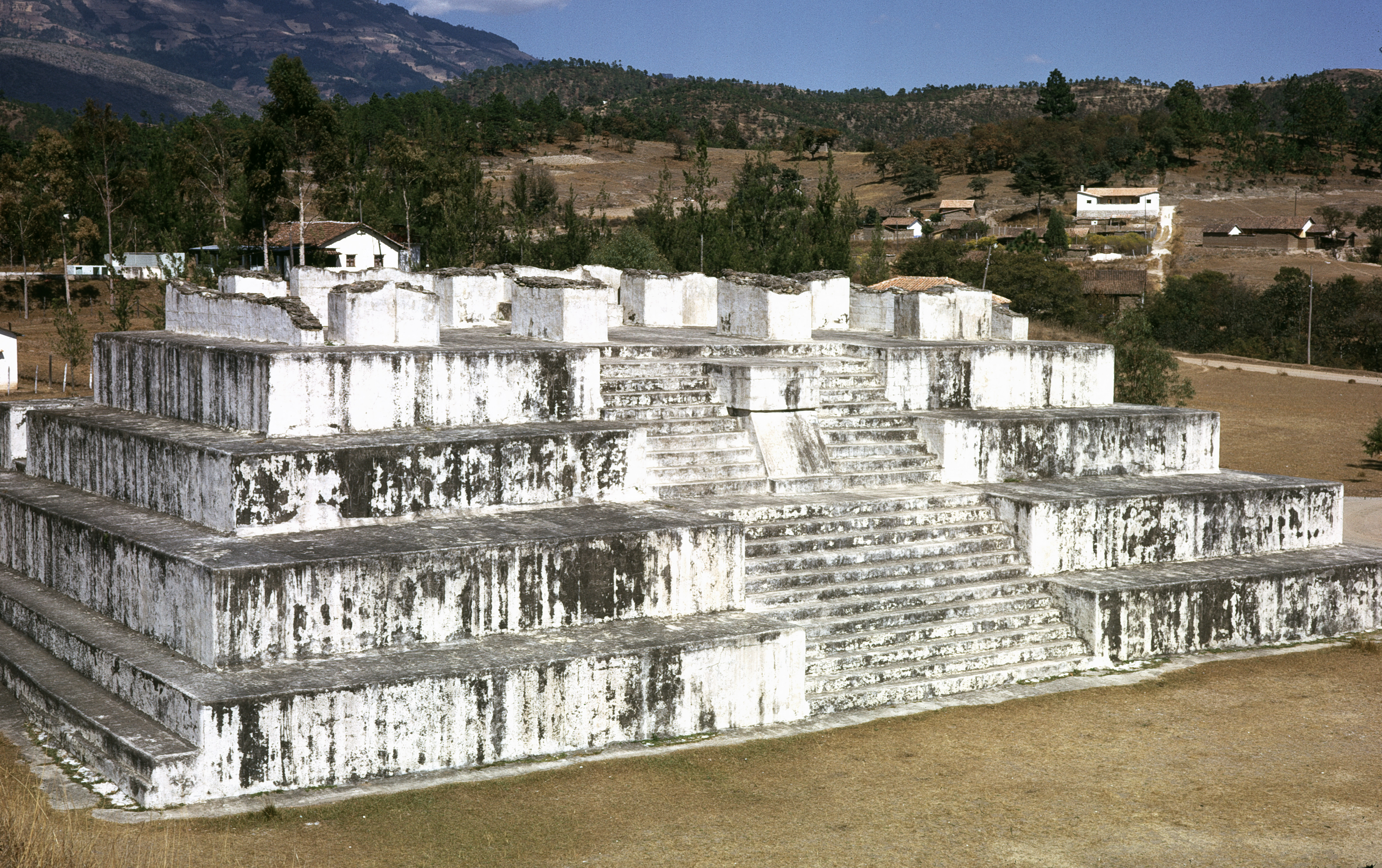
Estructura 6 en Plaza 1

Estructura 6 es un templo ubicado al lado noreste de la Plaza 1. Está erigida en secciones escalonadas con un santuario en la cumbre. Se sube desde la plaza con una escalera que se divide en dos cerca de la cumbre. Sólo las secciones inferiores de las paredes y columnas del santuario permanecen.
Estructura 9 es un gran montículo en el lado noroeste de la Plaza 1. La última fase de la construcción muestra evidencia de que la construcción fue interrumpida por la conquista española. Las terrazas estaban ausentes en tres lados de la estructura y en le cuarto lado, únicamente el nivel más bajo había sido construido. Depósitos de cerámica que datan del Clásico Temprano fueron descubiertos debajo de Estructura 9.
Estructura 10 colinda con el lado noreste de Plaza 4 y permanece sin restaurar, aunque algunos restos de mampostería original quedan evidentes. Es un edificio muy largo que se accede a través de tres escaleras que suben desde la plaza. La estructura ha sido estudiado por los arqueólogos descubrieron que tiene varias entradas que dan acceso a una sola sala larga.
Estructura 11 y 12 son pequeñas plataformas en el centro de Plaza 1. Ambos han sido restaurados.
Estructura 13 se encuentra en el lado suroeste de Plaza 1, separada esta plaza de Plaza 2. La estructura se accedía con una doble escalera que subía desde Plaza 1. Esta escalera doble solo dio acceso al primer nivel de la estructura del templo, a partir del cual una sola amplia escalera de continuó hasta el santuario en la cumbre. Sólo permanecen las secciones inferiores de las paredes y columnas de la superestructura del templo. La primera fase de la construcción data del Clásico Temprano y era compuesto de una plataforma baja que soportaba una superestructura perecedera.
Estructura 15 y Estructura 16 son plataformas bajas, ambas ubicadas en la Plaza 2 en un eje que corre directamente al noroeste a través de la plaza desde el templo central de la Estructura 4.
Estructura 17 es una base piramidal en Plaza 2, al oeste de Estructuras 15 y 16. Soportaba dos salas que se accedían con una escalera doble en el lado noroeste del templo. La entrada a la sala ubicada más al exterior tenía dos columnas, aunque en la actualidad sólo permanece la parte inferior de las paredes y columnas.
Estructura 21 es una plataforma baja en Plaza 5, que está parcialmente restaurada y cuenta con una escalera en el lado noroeste.
El campo del Juego de Pelota consiste en Estructura 22 y Estructura 23 y fue utilizado para la ceremonia del juego de pelota mesoamericano. Se trata de un campo de juego de pelota hundido en forma de I, con paredes inclinadas. Las dos estructuras que forman los lados del juego de pelota, anteriormente soportaban edificios de los cuales sólo quedan las secciones inferiores de las paredes. El juego de pelota está orientado de noroeste a sureste y mide 48 m de largo.
Estructura 37 no está asociada con ninguna de las ocho plazas del centro del sitio y se encuentra a unos 50 m al noreste de Estructura 4 y a una distancia similar al este de Estructura 1. Fue investigado por los arqueólogos, pero no ha sido restaurada, aunque una parte de la cantería original con revestimiento de yeso sigue siendo visible.